# Judaisierer

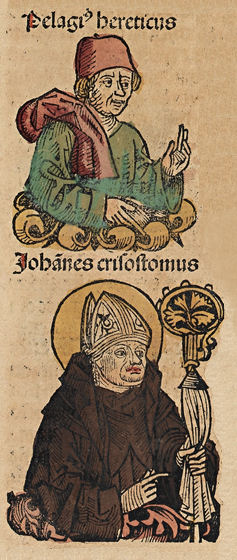
Pelagius Hereticus und Johannes Chrysostomos. Illustration aus der Schedelschen Weltchronik (1493).

Judaisierer ist ein Begriff aus der frühchristlichen Literatur und bezeichnet Judenchristen und Heidenchristen, die an jüdischen antiken Bräuchen und am Judentum festhielten. Sie hielten die für Juden verbindlichen Mitzvot (Gebote) ein, heiligten den Schabbat und ließen sich beschneiden. Ihr Zentrum hatten sie, wie schon Jesus von Nazareth und sein Bruder Jakobus, im Judentum und in Jerusalem mit dem Tempel.
Als im frühen Christentum griechisch-römische Heiden unter dem Einfluss der paulinischen Theologie missioniert wurden, kam es rasch zu einer Entfremdung der Heidenchristen vom Judentum. Die Judenchristen wurden nun von zwei Seiten kritisiert: von den Heidenchristen einerseits und vom Judentum andererseits. Nach dem verlorenen Jüdischen Krieg (66–74) gegen die römische Besatzungsmacht zerstreuten sich die Juden des antiken Israels im Römischen Reich (siehe Jüdische Diaspora). Dadurch verloren auch die Judenchristen an Bedeutung. Nach der Niederschlagung des Bar-Kochba-Aufstandes (135) lösten sich die Gruppen der Judenchristen allmählich auf. Einzelne Gruppen der Ebioniten und Nazarener hielten sich bis in die Spätantike.
Paulus verurteilte die von Missionaren der „judaisierenden Christen“ verbreiteten Lehren im Galaterbrief und warf ihnen gegenüber Titus vor, aus „Gewinnsucht“ zu handeln (vgl. Titus 1,10–14 ). Später wurden die Lehren der „Judaisierer“ durch Kirchenväter wie Justinus (Dialog 47), Irenäus von Lyon (Adversus haereses. I 26,2) und Johannes Chrysostomos bekämpft (siehe auch Judaisierende Christen im 2. Jahrhundert).

## Wortherkunft
Der Begriff kommt aus dem griechischen ἰουδαΐζω (ioudaizo). Es bedeutet „nach den jüdischen Sitten leben“. Belege für die Bedeutung finden sich in der griechischen Version des Buches Ester (8,17 ) sowie neutestamentlich in Gal 2,14 . In der Bedeutung „die Juden begünstigen“ (Bell. Iud. 2,463) wird es von Flavius Josephus gebraucht.
Die bekannten Reden „gegen das Judentum“ des griechischen Kirchenvaters Johannes Chrysostomos galten lange als Kronzeugnis des christlichen Antijudaismus. Die neuere Forschung spricht von Reden „gegen judaisierende Christen“, um dieses Missverständnis zu vermeiden. Diese Reden richteten sich gegen Christen, die noch die jüdische Riten befolgten. Sie sollten die Frühchristen und Heidenchristen davon abhalten, jüdische Riten zu befolgen.